# Moviment Democràtic dels Pobles del Sud d'Etiòpia
El Moviment Democràtic dels Pobles del Sud d'Etiòpia (Southern Ethiopian People's Democratic Movement (SEPDM) és un partit polític d'Etiòpia governant a la regió dels Pobles del Sud, i afiliat al Front Democràtic Revolucionari Popular Etíop que governa a Etiòpia i al seu torn està controlat pel partit regional Front Popular d'Alliberament de Tigre. A les eleccions d'Etiòpia del 15 de maig del 2005, les darreres en què va participar l'oposició, el Front va obtenir 327 de 527 escons del Consell de Representants del Poble. A les regionals de l'agost del 2005 va obtenir 271 escons de 348 que hi ha a l'Assemblea de la regió (oficialment Nacions, Nacionalitat i Pobles de la Regio Meridional/Southern Nations, Nationalities, and People's Region SNNPR). El partit va anunciar que a les eleccions locals del 2008 presentaria 790.000 candidats a nivells de woreda i kebele, ciutats i assemblea regional. El 2008 va obtenir 10 escons a l'assemblea regional (eleccions parcials), el 850 representants que s'elegien a les 13 zones, el control de les 123 woredes i el de 20 ciutats, i gran nombre de kebeles

## Història
Es va fundar el 1992 per la unió d'una vintena de partits que van agafar el nom de Front Democràtic dels Pobles del Sud d'Etiòpia. Aquests partits van decidir, en teoria de manera voluntària, unir cinc regions del sud en una única regió. El seu congrés fundacional fou a Hawassa del 6 al 29 d'octubre de 1992 i 17 partits van formar la Southern Ethiopian Peoples' Democratic Coalition (GPDF, OPDF, KPDU, HNDO, YNDM, WPDF, KPC, SLM, GPDO, BPDO, OmPDM; DPDM, TPDU, OPDU i KNDO) sota la direcció de Beyene Petros (una coalició menor de deu partits, que en fou la base, la United Southern Ethiopian Peoples USEP, estava dirigida per Haile Wolde Michael) si bé després es va separar un partit i van quedar setze; cinc partits foren expulsats l'abril de 1993; finalment els que restaven van decidir unificar-se el novembre de 1993 sent president Abate Kisho; el primer congrés de l'organització unida es va fer del 2 al 5 de setembre de 1994 i el tercer del 9 al 23 de desembre de 1997; el tercer congrés es va fer el 2000 i el quart del 15 al 18 de setembre del 2003; en aquest darrer es va decidir el canvi de la paraula "Front" del seu nom, per Moviment. El cinquè congrés es va fer del 15 al 19 de setembre de 2005.